# Quand Alice rencontre Alice
Quand Alice rencontre Alice (titre original : Nancy's Mysterious Letter, littéralement : La Mystérieuse Lettre de Nancy) est le huitième roman de la série américaine Alice (Nancy Drew en VO) écrit par Caroline Quine, nom de plume collectif de plusieurs auteurs. L'auteur de ce roman est Walter Karig. 
Aux États-Unis, le roman a été publié pour la première fois en 1932 par Grosset & Dunlap (New York). En France, il est paru pour la première fois en 1969 aux éditions Hachette Jeunesse dans la collection « Idéal-Bibliothèque » sous le no 350. Il n'a plus été réédité en France depuis 1999.
Le roman relate les efforts réalisés par Alice pour résoudre deux énigmes apparemment distinctes qui se révèleront liées : d'une part, le vol incompréhensible de la sacoche-courrier du facteur d'Alice ; d'autre part, la recherche par Alice d'une jeune femme portant la même identité qu'elle et qui doit recevoir un héritage.

## Résumé
Ce résumé est basé sur les éditions françaises non abrégées parues de 1969 et 1970 dans la collection « Idéal-Bibliothèque ».
Alice attend avec impatience la venue du vieux facteur Fred Dixor, qu'elle connaît depuis sa naissance. Fred a décidé de prendre une retraite anticipée à la suite d'un héritage inattendu, et une réception-surprise est prévue en son honneur. Fred est venu apporter à Alice une lettre d'Angleterre. Au moment de partir, le facteur s'aperçoit que sa sacoche à lettres a été volée sur le palier des Roy. Ce vol risque de lui faire encourir un blâme et sa retraite peut s'en trouver menacée. Alice lui promet de faire tout son possible pour retrouver la sacoche. Fred parti, Alice prend connaissance de la lettre qu'elle vient de recevoir : elle émane d'un cabinet de notaires britannique qui lui demande de se mettre en rapport avec eux afin de pouvoir percevoir l'héritage de Jonathan Smith. Alice est très surprise : elle n'a ni famille ni connaissances en Grande-Bretagne. S'agirait-il d'une méprise ? Alice Roy décide de se mettre à la recherche de cette autre Alice Roy.
L'enquête d'Alice sur le vol de la sacoche l'amène à soupçonner Edgar Dixor, le demi-frère de Fred Dixor, qui se révèlera être un odieux escroc. L'honnête et innocent Fred sera lavé de tout blâme et pourra prendre une retraite heureuse. Quant à la recherche d'Alice Smith Roy, la jeune détective finit par découvrir que cette jeune femme est directrice artistique d'une troupe théâtrale et devait se marier... avec Edgar Dixor. Alice lui montre la vraie nature de son fiancé et l'aide à rejoindre la Grande-Bretagne pour y percevoir son legs.

## Personnages
- Personnages récurrents
  - Alice Roy : jeune fille blonde, détective amateur, orpheline de mère, fille de James Roy.
  - James Roy : avoué[4] de renom, père d'Alice Roy, veuf.
  - Sarah : la fidèle gouvernante des Roy, qui a élevé Alice à la mort de sa mère.
  - Bess Taylor : jeune fille blonde et rondelette, une des meilleures amies d'Alice.
  - Marion Webb : jeune fille brune et sportive, cousine germaine de Bess Taylor et une des meilleures amies d'Alice.
  - Ned Nickerson : jeune homme brun et athlétique, ami et chevalier servant d'Alice, étudiant à l'université d'Emerson.

- Personnages spécifiques à ce roman
  - Fred Dixor (Ira Dixon en VO) : le facteur.
  - Edgar Dixor (Edgar Dixon en VO) : le demi-frère de Fred.
  - M. Nickerson : le père de Ned.
  - Mme Theodore Nickerson[5] : la mère de Ned.
  - Tommy : un garçonnet, voisin des Roy.
  - Mme Trick (Maude Sheets en VO)).
  - Hélène Cornmill[6] : amie d'Alice.
  - Alice Smith Roy (Nancy Smith Drew en VO) : l'homonyme d'Alice.
  - Sally Hutchinson.

## Éditions françaises
Ce roman a été publié en France dans sa version abrégée et n'a jamais paru dans sa version originale intégrale. Cependant, le texte publié dans la collection « Idéal-Bibliothèque » de 1969 à 1975 est moins abrégé que celui paru dans la collection « Bibliothèque verte ».
Note : Toutes les éditions ont paru aux éditions Hachette Jeunesse.
- 1969 : Quand Alice rencontre Alice — coll. « Idéal-Bibliothèque » no 350, cartonné avec jaquette, texte original. Illustré par Albert Chazelle. Traduit par Anne Joba. 25 chapitres. 186 p.  ;
- 1970 : Quand Alice rencontre Alice — coll. « Idéal-Bibliothèque » no 350, cartonné sans jaquette (couverture plastifiée), texte original. Illustrée par Albert Chazelle. Traduit par Anne Joba. 25 chapitres. 186 p.  ;
- 1975 : Quand Alice rencontre Alice  — coll. « Bibliothèque verte », cartonné, texte abrégé. Illustré par Guy Maynard. Traduit par Anne Joba. 25 chapitres. 185 p.  ;
- 1983 : Quand Alice rencontre Alice — coll. « Bibliothèque verte », cartonné (série "striée")[7], texte abrégé. Couverture de Philippe Daure, illustrations intérieures de Guy Maynard. Traduit par Anne Joba. 25 chapitres. 185 p.  ;
- 1999 : Quand Alice rencontre Alice — coll. « Bibliothèque verte » no 501, format poche souple, abrégé. Illustré par Philippe Daure. Traduit par Anne Joba. 25 chapitres. 220 p. [8]